# 拉迈 (阿列省)
拉迈（法語：Lamaids，法語發音：[lamɛ]），法国中部市镇，位于奥弗涅-罗讷-阿尔卑斯大区阿列省，隶属于蒙吕松区，其市镇面积为8.02平方公里，2022年1月1日时人口数量为206人，在法国城市中排名第25,292位。
拉迈位于阿列省西部，西侧与克勒兹省接壤，法国国道N145线由此通过。

## 地名来源
“Lamaids”一名的来源及含义均尚有待考证。

## 历史
拉迈的早期历史尚不清楚。13世纪时，圣殿骑士团在拉迈创建圣若翰洗者教堂，此后其附近逐渐形成聚落。法国大革命后，拉迈成为阿列省的一个市镇。工业革命期间，连接蒙吕松和盖雷之间的道路从拉迈镇中心穿过，后成为法国国道N145线的一部分。2010年，N145线阿列段改造成为了快速通道，其线路从拉迈市区南侧穿过。

## 地理

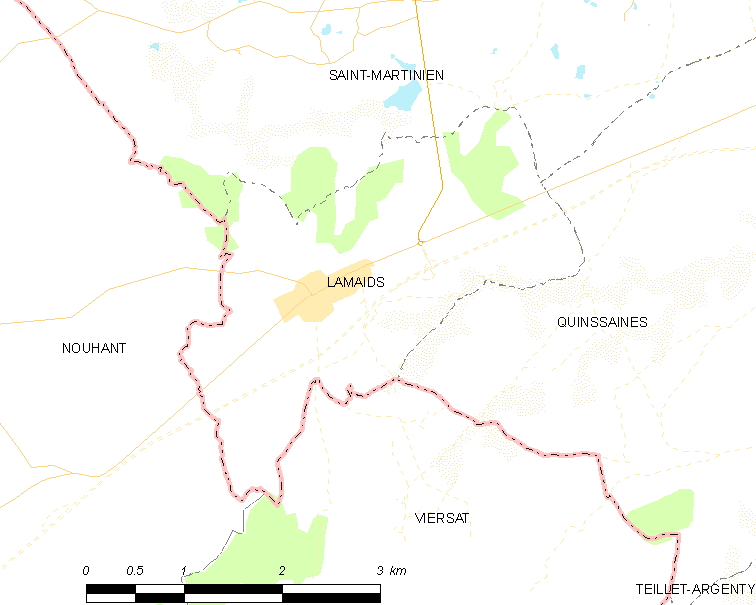
拉迈市镇范围地图

拉迈位于法国中部，奥弗涅-罗讷-阿尔卑斯大区西北部和阿列省西部，距离省会穆兰大约85公里。与拉迈接壤的市镇包括：努昂、坎赛讷、圣马蒂尼安和维耶尔萨。

### 地形
拉迈位于法国中央高原西北部边缘，波旁沙泰涅赖与波旁博卡日之间的过渡地带，境内以丘陵为主，市镇中心位于一处地势较为平坦的台地地带，四周地势较为低洼，全境海拔在399到505米之间。

### 水文
拉迈位于卢瓦尔河流域范围内，韦尔诺埃勒河（La Vernoëlle）发源于拉迈境内南部并向东流出市境。

### 植被
拉迈属于温带阔叶混交林区，林地多分布于河流附近以及市区东南部的Le Puy de Fayolle地区。
在鲜花城市的评比中，拉迈暂未被评级。

### 气候
拉迈在柯本气候分类法中属于带有一定大陆性气候特征的温带海洋性气候（Cfb）。

## 行政区划
拉迈的市镇编号为03136，邮政编号为03380。
在行政管理方面，拉迈隶属于法国奥弗涅-罗讷-阿尔卑斯大区阿列省蒙吕松区；在地方选举方面，拉迈隶属于蒙吕松第四县，其市镇范围全境被划入阿列省第二选区；在社会管理方面，拉迈是蒙吕松城市圈公共社区的组成部分。
截至2024年9月，拉迈市镇范围内暂无任何城市敏感街区及城市政策优先街区。
法国国家统计与经济研究所（简称“INSEE”）在进行数据统计时，未将拉迈划入任何城市核心区（Unité urbaine），将包括拉迈在内的周边共39个市镇划为蒙吕松城市区。自2020年起，蒙吕松城市区被包含58个市镇的蒙吕松城市辐射区代替。此外，INSEE还将拉迈市镇整体看作一个“块区”（IRIS），以便于统计人口分布情况。

## 交通

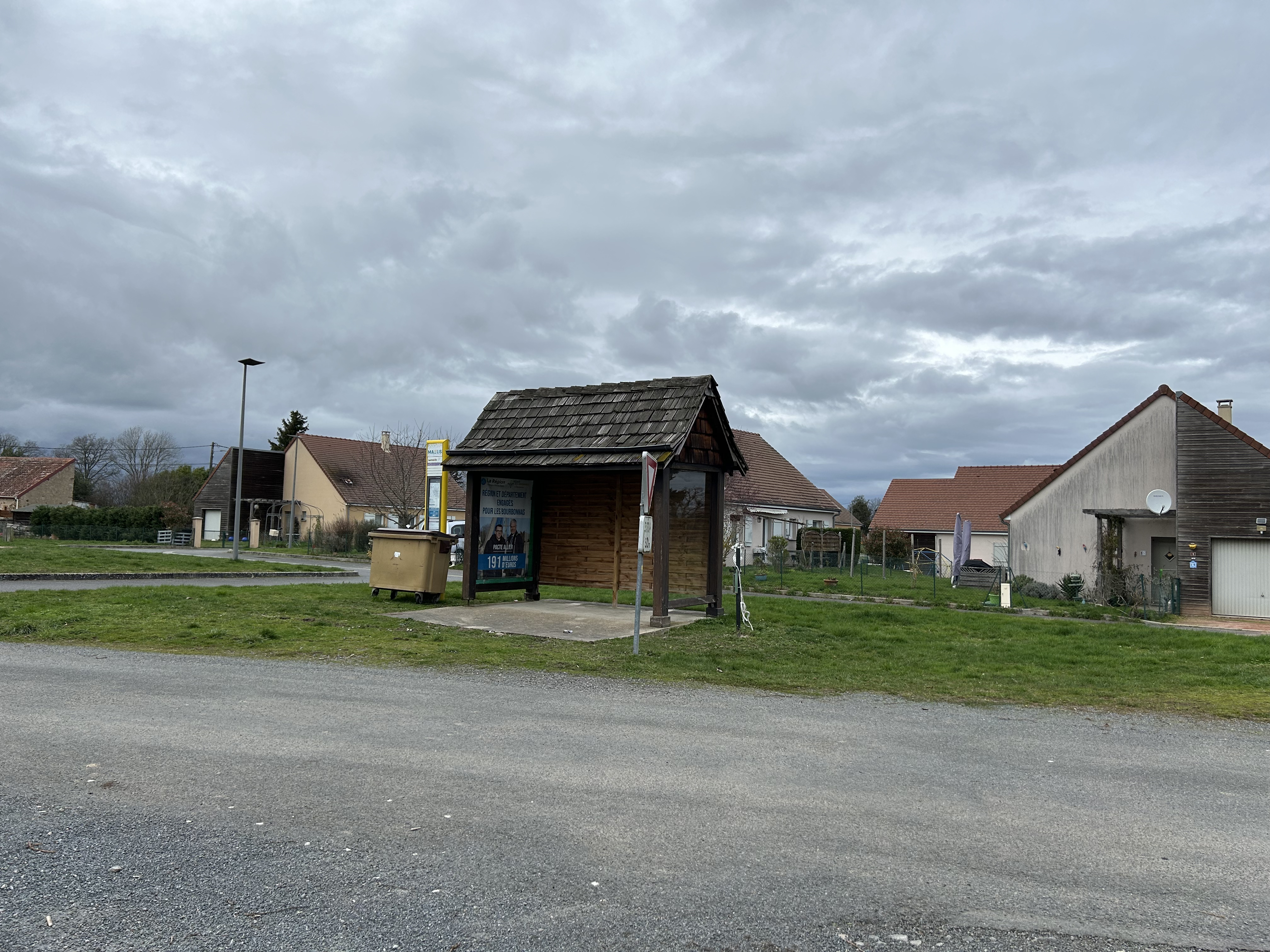
公共汽车停靠点

### 公路
法国国道N145线和阿列省省道D40线、D150线、D450线在拉迈境内交汇。
2021年，73.9%的拉迈家庭拥有至少一辆私人汽车。2020年，拉迈境内共发生各类交通事故1起，造成1人遇难。
| 10 | 28 |

| 23 | 93 |

| 穆兰 | 96 |

| 蒙吕松 | 17 |

| 盖雷 | 52 |

| 古宗 | 23 |

| 于列勒 | 10 |

| 多梅拉 | 12 |

### 铁路
距离拉迈最近的运营中的客运铁路车站为10公里外的于里耶勒站，该站每天停靠一至两班往返于利摩日和蒙吕松之间的区域列车。

### 航空
拉迈距离利摩日机场的公路里程大约144公里。

### 城市公共交通
拉迈是蒙吕松城市公共交通（商业名称为“Maelis”）的服务覆盖范围。截至2024年9月，该系统共包括十余条各类公交线路，另有连接拉迈和蒙吕松市区之间的定制巴士服务。

## 政治

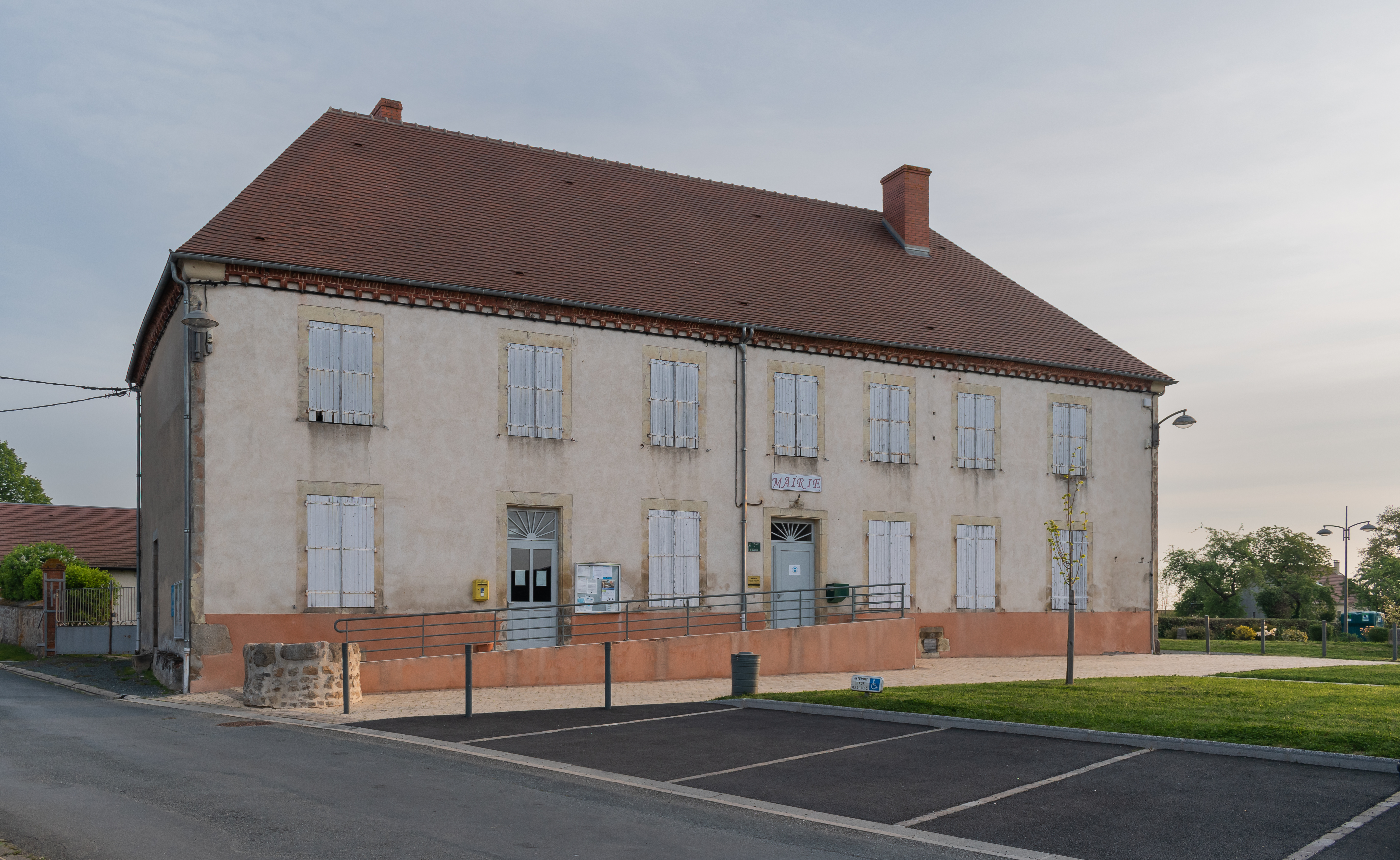
拉迈市政厅

拉迈的现任市长为法比安·塔夫诺先生（Fabien THAVENOT），他是一名无党派人士，在2020年的市政选举中获得了61.95%的支持率。
在2022年的法国总统大选的第二轮选举中，法国极右翼政党国民阵线主席玛丽娜·勒庞和第25任总统埃马纽埃尔·马克龙在拉迈各获得50%的支持率。

## 人口
2021年，拉迈市镇人口数量为216，在法国排名第25,292位。其中男性114人，女性102人，75岁及以上人口占8.4%，外籍人口数量为4人，人口密度为27人/平方公里，当地居民被称为（男性）或（女性）。2022年，拉迈境内出生4人，死亡人口1人。
| 拉迈1901年－2021年人口变化情况 |
|                                |
| 数据来源：Cassini、INSEE       |

## 经济
2023年，拉迈市镇范围内共有各类用人单位（包含自雇）23家，比上一年同期减少一家。

## 财政与居民收入
2022年，拉迈的财政收入总额为119,360欧元，财政支出总额为115,140欧元，当年的债务总额为133,490欧元。2022年，拉迈市镇通过增值税获得12,770欧元的收入，此外当地还共获得了18,740欧元的国家直接财政补助。
| 拉迈居民收入情况                                 | 拉迈居民收入情况 | 拉迈居民收入情况      | 拉迈居民收入情况 |
| 内容                                             | 拉迈             | 法国                  | 统计年份         |
| ------------------------------------------------ | ---------------- | --------------------- | ---------------- |
| 征税家庭总数                                     | 83               | 1,081（法国市镇平均） | 2022年           |
| 居民平均月收入                                   | 1,720欧元        | 2,435欧元             | 2022年           |
| 高级职员人均月收入                               | 不详             | 4,331欧元             | 2021年           |
| 中级职员人均月收入                               | 不详             | 2,470欧元             | 2021年           |
| 普通职员人均月收入                               | 不详             | 1,801欧元             | 2021年           |
| 贫困率                                           | 不详             | 14.5%                 | 2020年           |
| 青壮年（15至64岁）失业率                         | 8.2%             | 7.4%                  | 2020年           |
| 征税家庭数量占比                                 | 33.9%            | 45.5%                 | 2020年           |
| 家庭年均纳税                                     | 1,666欧元        | 4,393欧元             | 2022年           |
| 资料来源：INSEE、L'Internaute、Le Journal du Net |                  |                       |                  |

## 社会事务

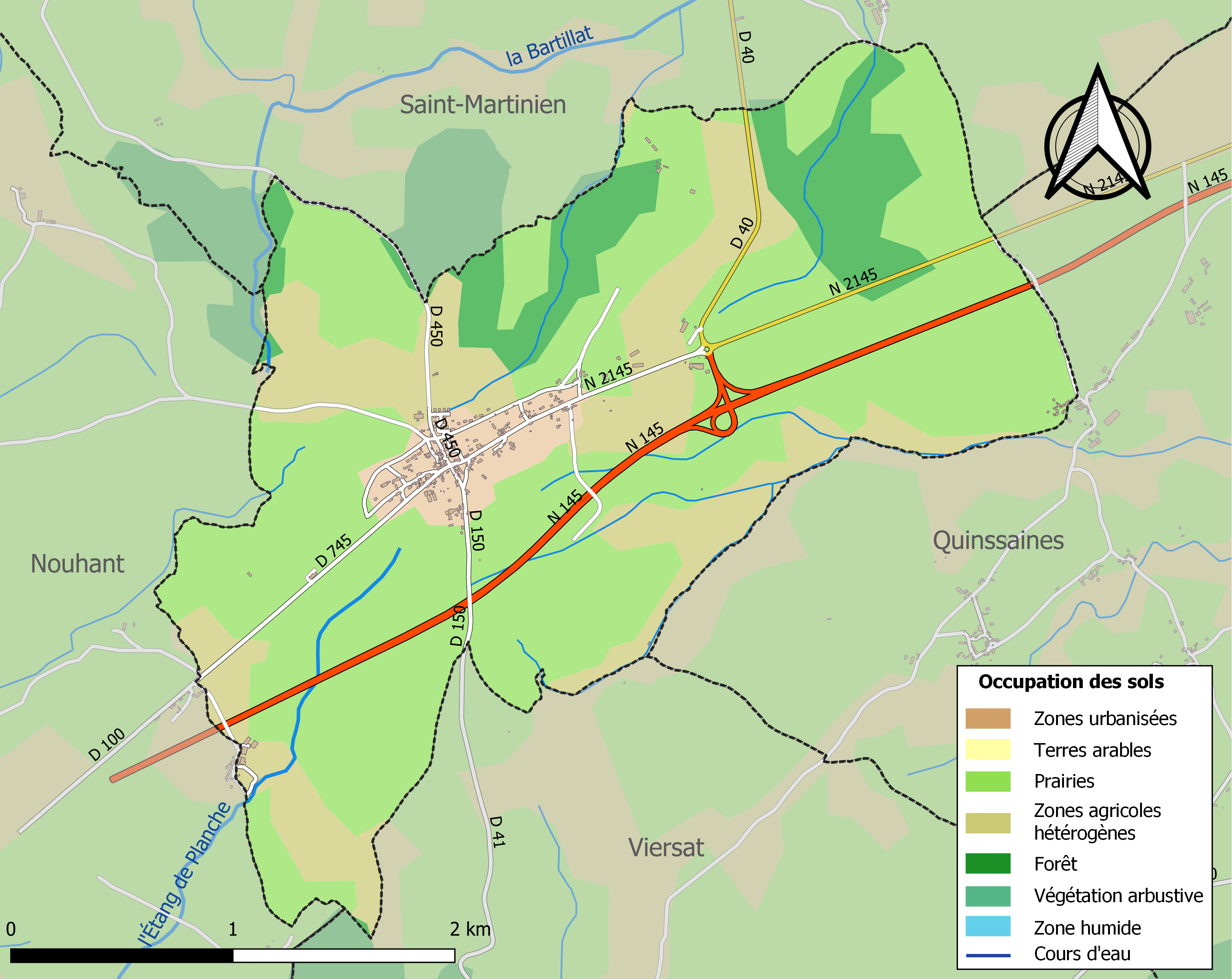
拉迈土地利用情况地图

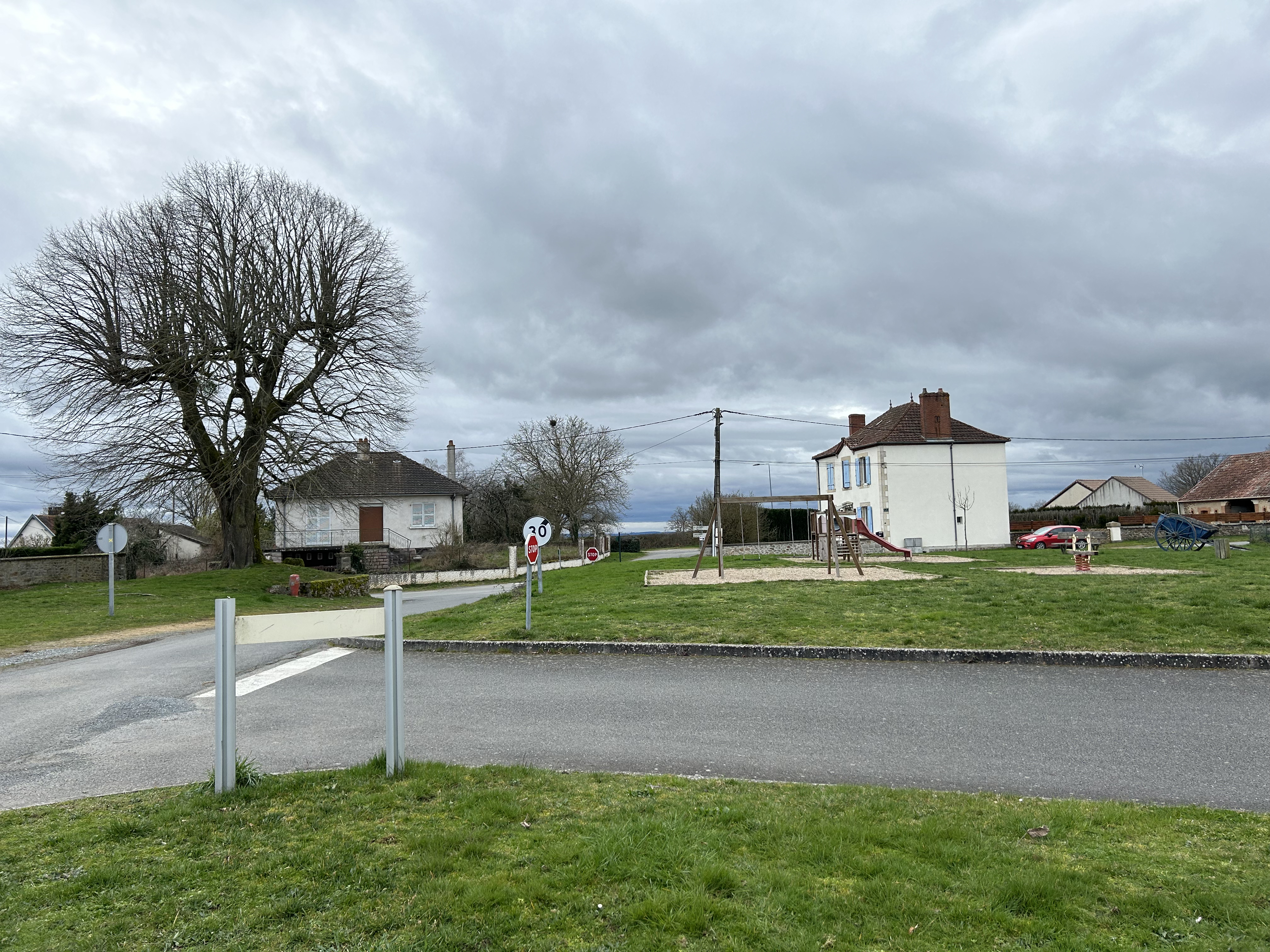
骑士团街附近的居民区

### 教育
拉迈属于克莱蒙费朗学区。截至2021年1月1日，拉迈境内暂无任何教育机构。

### 医疗
截至2023年1月1日，拉迈境内暂无任何医疗机构及从业人员。
距离拉迈最近的区域性医疗机构为“蒙吕松-内里莱班中心医院”（Centre hospitalier de Montluçon - Néris les Bains），其主病区医院位于蒙吕松市中心东侧，距离拉迈市区的正常车程大约20分钟，该院设有床位619个。

### 住房
2021年，拉迈境内共有各类住房119套，其中93.3%为独立式住宅，没有集中式住宅。常住房屋占拉迈市镇范围内居民建筑总量的77.3%。
在住房保障政策方面，2023年，拉迈境内共有35户家庭获得了家庭津贴补助，受益人数占总人口数量的16.2%，无人获得房租补助。

### 商业
2023年，拉迈境内共有各类实体商铺1家。

### 体育
2023年，拉迈境内共有1处足球或橄榄球场。
截至2024年9月，拉迈境内共有家注册足球俱乐部。

### 环境
拉迈的环境事务由其所属的蒙吕松城市圈公共社区联合各级政府协调负责。2023年，拉迈境内暂无污染企业。

### 治安
拉迈及其附近的共83个市镇是蒙吕松国家宪兵队（zone gendarmerie de Montluçon）的管辖范围。2020年，该宪兵队累计记录各类案件1,185起，其中盗窃类案件549起，经济类案件189起，毒品交易类案件64起。

## 文化

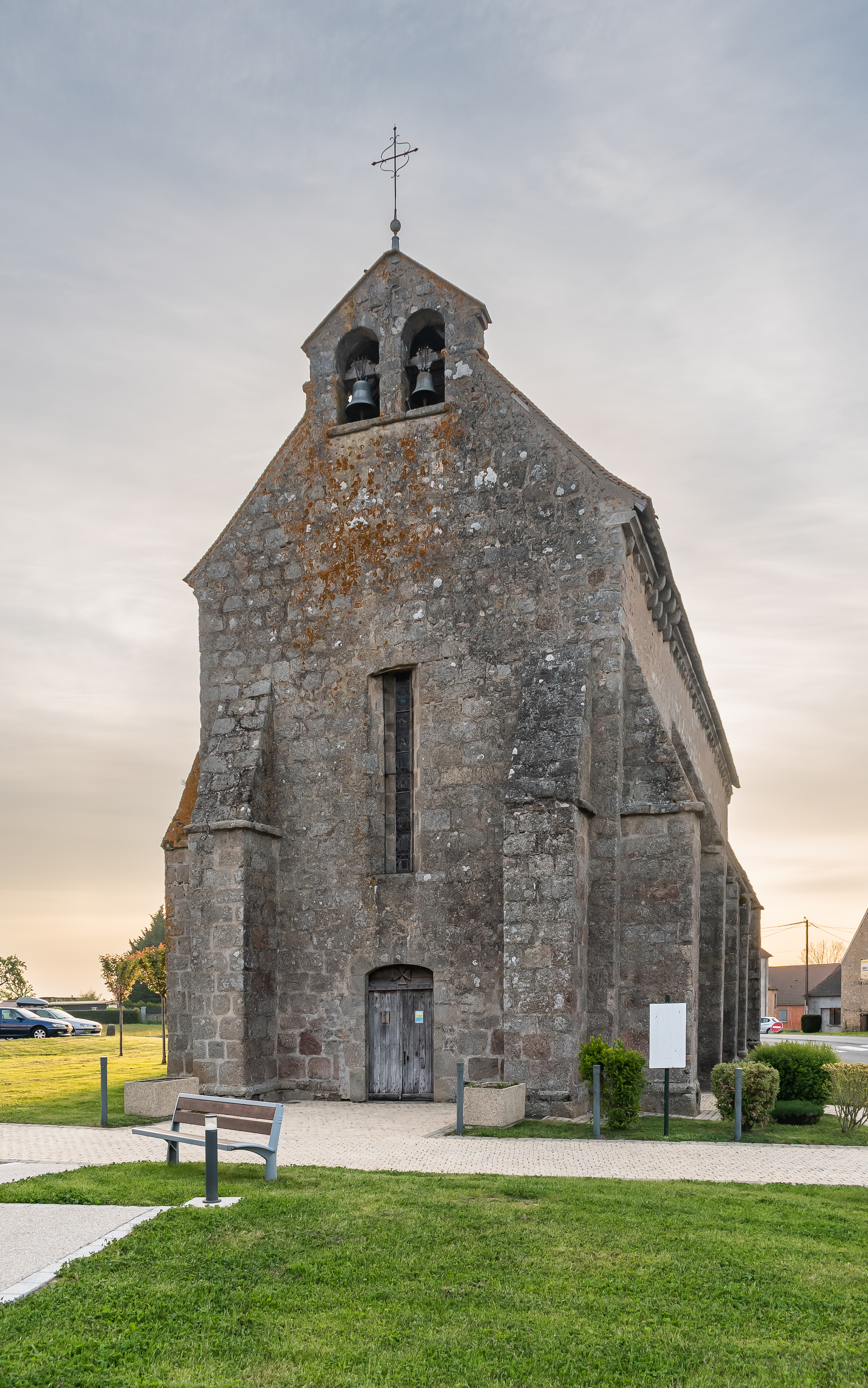
圣若翰洗者教堂

2021年，拉迈境内暂无任何文化设施。

### 建筑
拉迈境内有多处历史建筑，其中镇中心的圣若翰洗者教堂为法国国家文物保护单位，也是当地的地标性建筑物。

### 旅游
拉迈的旅游事务由其所属的蒙吕松城市圈公共社区联合各级政府协调负责。2024年，拉迈境内暂无任何游客接待设施。

### 媒体
法国主要的媒体均可在拉迈接收，法国电视三台下属的奥弗涅-罗讷-阿尔卑斯大区频道在部分时段播出拉迈所在阿列省的地方新闻。《山地报》、蓝色法兰西奥弗涅地区广播、震动广播、Scoop广播等是当地主要的地方性媒体。

## 友好城市
截至2024年9月，拉迈暂未建立任何友好城市关系。